# 셰핑시

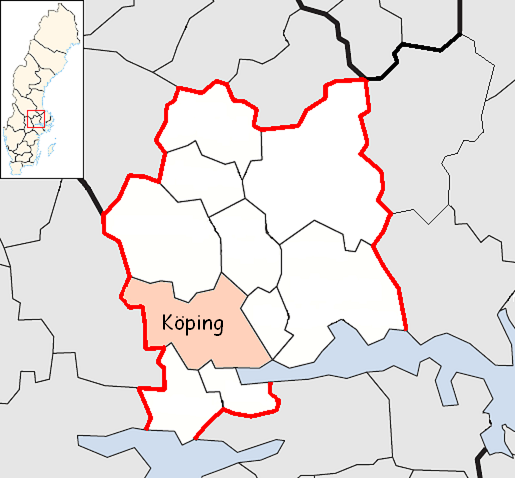
셰핑 시의 위치

셰핑시(스웨덴어: Köpings kommun)는 스웨덴 베스트만란드주에 위치한 지방 자치체로 행정 중심지는 셰핑이며 면적은 644.79km2, 인구는 25,950명(2016년 12월 31일 기준), 인구 밀도는 40명/km2이다.

시 문장